# Euchromia folletii
Euchromia folletii là một loài bướm đêm thuộc phân họ Arctiinae, họ Erebidae.